# پل گرارد
پل گرارد (انگلیسی: Paul Gerrard؛ زادهٔ ۲۲ ژانویهٔ ۱۹۷۳) بازیکن فوتبال اهل بریتانیا است.
از باشگاه‌هایی که در آن بازی کرده‌است می‌توان به باشگاه فوتبال ناتینگهام فارست، باشگاه فوتبال اولدهام اتلتیک، باشگاه فوتبال استوک‌پورت کانتی، باشگاه فوتبال شفیلد یونایتد، باشگاه فوتبال بلکپول، باشگاه فوتبال آکسفورد یونایتد، باشگاه فوتبال ایپسویچ تاون، و باشگاه فوتبال اورتون اشاره کرد.
وی همچنین در تیم ملی فوتبال زیر ۲۱ سال انگلستان بازی کرده‌است.